# Lina Haarbeck
Lina Haarbeck (* 4. Januar 1871 in Lahr als Lina Bickel; † 29. September 1954 in Müllheim) war eine deutsche Schriftstellerin.

## Leben
Lina Haarbeck besuchte in Freiburg im Breisgau eine höhere Mädchenschule sowie ein Lehrerinnenseminar. Es schloss sich eine Tätigkeit als Lehrerin an. Danach war sie in England als Erzieherin tätig. In Deutschland heiratete sie 1902 den Pfarrer Cornelius Haarbeck. Ihrem Mann folgte sie als Pfarrfrau an dessen Dienstorte. Nach der Übernahme der Pfarrstelle in Burg Lichtenberg im Saarland übernahm sie dort über drei Jahrzehnte die Funktion der Pfarrfrau. Während dieser Zeit ist das Gros ihres schriftstellerischen Werkes entstanden. Die von ihr in dieser Zeit geschriebenen Theaterstücke sind nicht erhalten geblieben. Ihr Mann wurde zur Aufgabe seiner Pfarrstelle gezwungen, nachdem er 1937 ein jüdisches Mädchen getauft hatte, um es vor der Deportation in ein Konzentrationslager zu retten, und später am Pfarrhaus angeklebte Plakate abgerissen hatte. Heidelberg und 1939 nach Neckargemünd. Nach dem Tod ihres Mannes zog sie wieder nach Freiburg. Bei einem schweren Fliegerangriff am 27. November 1944 kam ihre jüngste Schwester ums Leben und sie verlor ihre Wohnung. Sie zog danach in den Raum Stuttgart. Ihre letzten Lebensjahre Lebensabend verbrachte sie in Müllheim.
Sie war Verfasserin von Kinder- und Jugendbüchern und gilt mit ihrer "Wildfang"-Romanreihe als Vertreterin der "Backfischliteratur".

## Werke
- Abenteuer zweier kleiner Knaben, Reutlingen 1903
- Die Ferienreise, Reutlingen 1904
- Des Hauses Sonnenschein, Reutlingen 1905
- Ein treuer Bruder, Reutlingen 1905
- Die Liebe siegt, Reutlingen 1906
- Des Hauses Mütterlein, Reutlingen 1908
- Pfarrtöchterlein Gretel, Konstanz 1909
- Heimatlos, Reutlingen 1912
- Kräftig, schmackhaft, billig, Berlin 1914
- Abenteuer zweier kleiner Mädchen, Reutlingen 1926
- Wildfangs Schulzeit, Reutlingen 1928
- Wildfang als Backfisch, Reutlingen 1929
- Wildfang als Braut, Reutlingen 1929
- Ursula Redel, Gütersloh 1930
- Wildfang als Tante, Reutlingen 1930
- Ein Ferienkind, Reutlingen 1931
- Wildfang als Mutter, Reutlingen 1931
- Der liebe Junge, Hamburg 1932
- Wie zwei Kinder eine neue Heimat fanden, Reutlingen 1934
- Hugenottentreue, Stuttgart 1935
- Das Essigrickele, Hamburg 1936
- Geschichten aus dem Rauhen Hause, Hamburg 1936
- Der Mutter Bild, Hamburg 1936
- Drei tapfere Mädel, Reutlingen 1937
- Dr. Luther im Kreise seiner Kinder, Gütersloh 1939
- Eine harte Schule, Stuttgart 1939
- Doktor Luthers Singerlein, Stuttgart 1941
- Deutsche Auslandsmädchen, Gütersloh 1942
- Der Flug ins Märchenland, Berlin 1947 (zusammen mit Paul Moedebeck)
- Hans und Lenchen Luther, Stuttgart 1949
- Seppel, Stuttgart 1949
- Wie Anneliese geheilt wurde, Stuttgart 1949
- Das gescheite Eselein, Stuttgart 1952

## Herausgeberschaft
- Die Familie Humboldt, Reutlingen 1932

## Übersetzungen
- John Bunyan:  The pilgrim's progress from this world to that which is to come [1678/84]; Deutsch Die Pilgerreise, Neukirchen, Kr. Moers 1928
- Elizabeth Rundle Charles:  The Chronicles of the Schönberg-Cotta Family [1862]; Deutsch Chronik der Familie Schönberg-Cotta, Hamburg 1927
- Dinah Maria Mulock Craik:  A Woman's Thoughts about Women [1858]. Deutsch Gedanken einer Frau, Gütersloh 1907
- Horatia Ewing: Zwei Heinzelmännchen, Stuttgart 1928
- Annie Webb-Peploe:  Naomi Or the Last Days of Jerusalem; Deutsch Naomi oder Die letzten Tage von Jerusalem, Reutlingen 1923